# Colite
Colite se refere genericamente a inflamação do intestino grosso(cólon). Pode ser causada por infecção, falta de circulação sanguínea (isquemia), radiação, efeito adverso de drogas ou doença auto-imune.

## Causas
Dentre as muitas possíveis causas podemos subdividir em:
- Infecções:
  - Campylobacter, Yersinia enterocolitica, Escherichia coli e Salmonella enterica podem causar colites típicas
  - Clostridium difficile causa Colite pseudomembranosa
  - Shigella dysenteriae e Escherichia coli O157:H17 podem causar Colite hemorrágica
  - Giardia causa giardiase
  - Entamoeba histolytica causa amebíase

- Vasculares:
  - Baixa circulação sanguínea causa Colite isquêmica

- Doença inflamatória intestinal(provavelmente autoimunes):
  - Doença de Crohn
  - Colite ulcerativa
  - Megacólon tóxico

- Desconhecida (idiopática):
  - Enterocolite necrosante
  - Colite microscópica
  - Colite linfocítica

## Sinais e sintomas
Variam dependendo da causa, mas os sintomas típicos são:
- Dor e distensão abdominal,
- Fezes escuras (com sangue "velho") ou avermelhadas (com sangue "novo"),
- Diarreia,
- Febre,
- Calafrios,
- Desidratação.

## Tratamento
Depende da causa, mas quase sempre inclui reposição de líquidos e sais minerais por soro fisiológico para corrigir os desbalances hídricos e eletrolíticos, analgésico e anti-inflamatório para a dor e inflamação. Em casos de infecção por bactéria ou verme será usado um antibiótico específico eficiente contra o alvo e no caso de doença autoimune pode-se usar um imunossupressor.